# 이경복 (야구인)
이경복(1970년 11월 19일 ~ )은 전 KBO 리그 해태 타이거즈의 선수이다.
1989년부터 1998년까지 해태 타이거즈에서 뛰었고, 백업 요원으로 주로 활약하였다. 1996년 한국시리즈 3차전에서 대타로 나와 2타점 2루타를 치면서 우승에 공헌하였다.

## 출신 학교
- 광주상업고등학교 → 순천상업고등학교 (전학)